# Солёное (Краснодарский край)
Солёное — село в Мостовском районе Краснодарского края. Входит в состав Андрюковского сельского поселения.
Село расположено в горно-лесной зоне на реке Андрюк и её притоках, в 8 км юго-восточнее центра сельского поселения — станицы Андрюки.

### Улицы
| - пер. Дальний, - пер. Кривой, - пер. Мостовой, - пер. Пионерский, - пер. Школьный, - ул. Заводская, - ул. Заречная, | - ул. Калинина, - ул. Кирова, - ул. Ленина, - ул. Лесная, - ул. Набережная, - ул. Новозаводская, | - ул. Октябрьская, - ул. Промышленная, - ул. Пушкина, - ул. Садовая, - ул. Свердлова, - ул. Угольная. |

## История
Село образовано в 1912 году, переселенческий участок начал заселяться в 1909 году.

## Население
| 2002 | 2010  |
| ---- | ----- |
| 1451 | ↘1353 |